# Leptotarsus (Macromastix) novocaledonicus
Leptotarsus (Macromastix) novocaledonicus is een tweevleugelige uit de familie langpootmuggen (Tipulidae). De soort komt voor in het Australaziatisch gebied.